# 淡黄獐牙菜
淡黄獐牙菜（学名：Swertia punicea var. lutescens）为龙胆科獐牙菜属下的一个变种。

## 扩展阅读
- 維基物種上的相關：淡黄獐牙菜